# La Ginebrosa
La Ginebrosa es una localidad y municipio español del Bajo Aragón, provincia de Teruel, Aragón. Tiene un área de 80,10 km² con una población de 196 habitantes (INE 2024) y una densidad de 2,46 hab/km².

## Historia
La ocupación del territorio de La Ginebrosa es antigua como lo muestran los restos de época ibérica encontrados en el Tozal de La Catma y el Castillo de Buñol.
Precisamente en el castillo de Buñol la ocupación continúa en época islámica, ya que junto a los restos del castillo, están los restos de la aldea que se situaba a sus pies.
Documentación fechada el 8 de febrero de 1272, menciona que La Ginebrosa pertenecía a Blasco de Alagón. En 1291 Artal de Alagón dio carta puebla a los habitantes de La Ginebrosa. En el año 1414 estaba bajo jurisdicción de la orden del Hospital de encomienda de Castellote.
Su historia sigue la de la encomienda templaria y después sanjuanista de Castellote.
En el siglo XVI hubo un intento de venta del municipio de La Ginebrosa al Conde de Aranda, pero por orden real se prohibió esta venta. Entonces pasó de la orden de San Juan de la encomienda de Castellote a la encomienda calatrava de Alcañiz. A principios del siglo XVII, en 1613, pierde parte de su término municipal al segregarse Aguaviva y Mas de las Matas, hasta entonces barrios de La Ginebrosa.
En cuanto a administración, La Ginebrosa ha formado parte, de forma sucesiva, de la encomienda hospitalaria de Castellote, de la sobrecullida de Alcañiz (1446-1495), de la vereda de Alcañiz (1646) y del corregimiento de Alcañiz (1711-1833). Se constituye como Ayuntamiento en 1834 y forma parte del partido judicial de Alcañiz.

## Demografía
La Ginebros cuenta con una población de 196 habitantes (INE 2024).
| Gráfica de evolución demográfica de La Ginebrosa entre 1842 y 2021                                                  |
| |
| Población de derecho según los censos de población del INE Población de hecho según los censos de población del INE |

| Gráfica de evolución demográfica de La Ginebrosa entre 1998 y 2022 |
|                                                                    |
| Población según el padrón municipal a 1 de enero del INE.          |

## Administración y política
| Período   | Alcalde                          | Partido |  |
| --------- | -------------------------------- | ------- |  |
| 1979-1983 | José Riba Bosque                 | UCD     |  |
| 1983-1987 | José Riba Bosque                 | PAR     |  |
| 1987-1991 | José Riba Bosque                 | PAR     |  |
| 1991-1995 | José Riba Bosque                 | PAR     |  |
| 1995-1999 | Elena Riba Coma                  | PAR     |  |
| 1999-2003 | José Florencio Villanova Coma    | PP      |  |
| 2003-2007 | Blas Antonio Villanova Altabella | PAR     |  |
| 2007-2011 | Blas Antonio Villanova Altabella | PAR     |  |
| 2011-2015 | Blas Antonio Villanova Altabella | PAR     |  |
| 2015-2019 | Miguel Balaguer Altabella        | PAR     |  |
| 2019-     | Miguel Balaguer Altabella        | PAR     |  |

| Partido político    | Partido político                                   | 1979   | 1983   | 1987   | 1991   | 1995   | 1999   | 2003   | 2007   | 2011   | 2015   | 2019   |
| Partido político    | Partido político                                   | Ediles | Ediles | Ediles | Ediles | Ediles | Ediles | Ediles | Ediles | Ediles | Ediles | Ediles |
|                     | Partido Aragonés (PAR)                             | —      | 7      | 4      | 4      | 3      | 3      | 4      | 4      | 4      | 4      | 4      |
|                     | Partido de los Socialistas de Aragón (PSOE-Aragón) | —      | —      | 3      | 3      | 2      | 1      | 1      | 1      | 1      | 1      | 1      |
|                     | Partido Popular de Aragón (PP)                     | —      | —      | —      | —      | 2      | 3      | —      | 0      | 0      | 0      | 0      |
|                     | Chunta Aragonesista (CHA)                          | —      | —      | —      | —      | —      | —      | —      | 0      | —      | 0      | —      |
|                     | Unión de Centro Democrático (UCD)                  | 5      | —      | —      | —      | —      | —      | —      | —      | —      | —      | —      |
|                     | Agrup. Elect. Democracia Municipal                 | 2      | —      | —      | —      | —      | —      | —      | —      | —      | —      | —      |
| Total de concejales | Total de concejales                                | 7      | 7      | 7      | 7      | 7      | 7      | 5      | 5      | 5      | 5      | 5      |

## Monumentos y lugares de interés

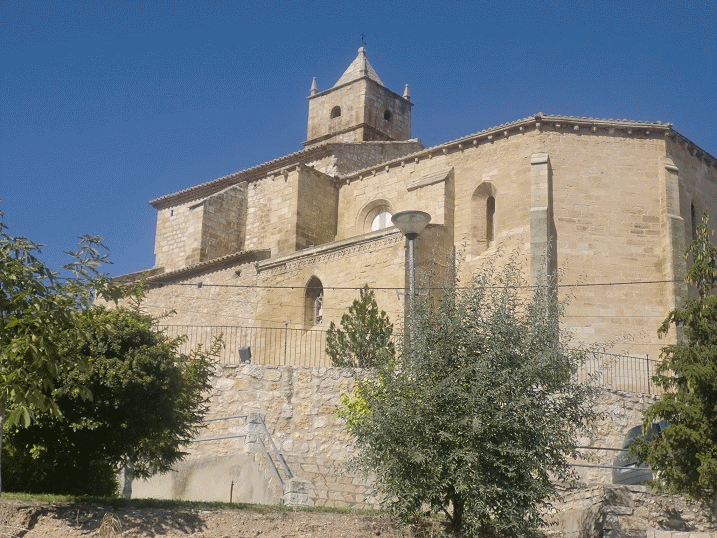
Iglesia parroquial de san Bartolomé

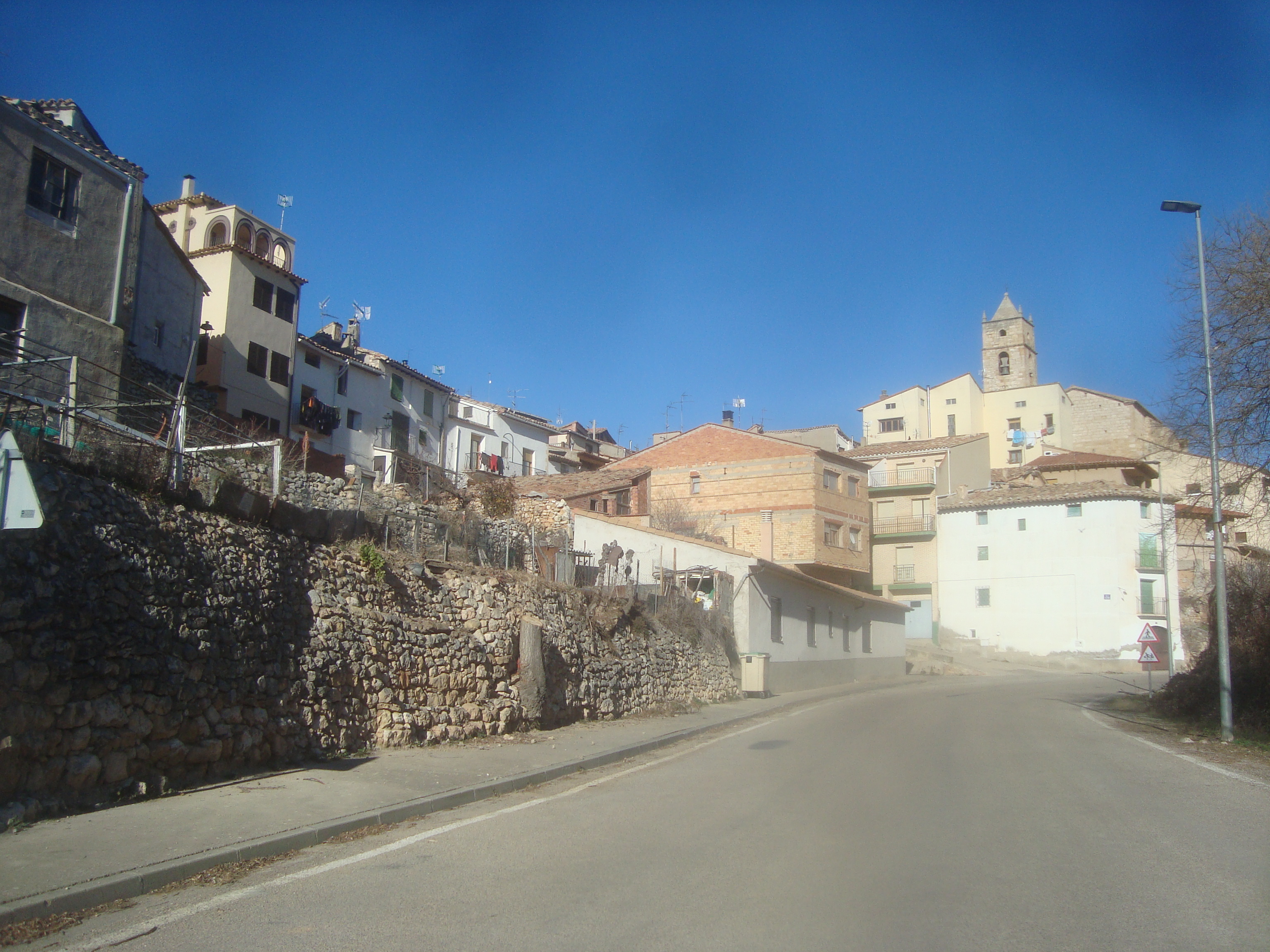
Entrada a la localidad

Sobresale entre los monumentos la iglesia parroquial de San Bartolomé, de estilo gótico edificada en el siglo XIV. De la fábrica original se conservan el ábside y el primer tramo de naves. El resto del templo corresponde a la segunda etapa constructiva con profundas bóvedas de crucería, así como la portada a modo de templete y la torre lateral de planta cuadrada.
Dentro de la arquitectura etnológica cabe nombrar su antiguo horno de pan, las dos neveras pertenecientes a la "Ruta de las Bóvedas del Frío", los restos de la antigua presa ubicada en el cauce del río Guadalope o los Lavaderos, edificio construido en forma de "L", muy poco usual en los de la zona. Reconstruido casi en su totalidad y que mantiene el pilar central original que tiene fecha de 1816. Frente a él se alzan los restos de un antiguo molino aceitero de 1868, según reza en el escudo grabado en el arco de la puerta.

## Fiestas populares

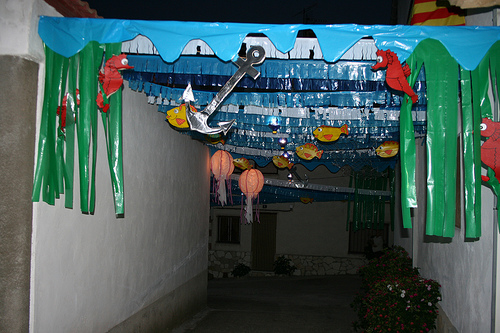
Una de las calles de La Ginebrosa engalanada para las fiestas patronales

Las fiestas más populares que se celebran en La Ginebrosa son:
- San Antón (Fiesta de los Quintos): El fin de semana más próximo al 17 de enero se celebra San Antón en la que los Quintos son los protagonistas. Se enciende una hoguera en la que se asan longanizas y chorizos y en la Plaza Mayor se instala un mercadillo de oficios tradicionales y una muestra de productos y dulces de invierno. Cada dos años se representa la "San Antonada" , un acto teatral de la vida del santo en la que los actores son los vecinos del pueblo.
- Semana Santa y Fiesta de la Rosca: El Jueves y viernes Santos se realizan procesiones con los tambores, bombos y trompetas de la Cofradía Santa María Magdalena. El sábado se celebra la fiesta de la Rosca, con baile y reparto de roscas, una torta de masa de pan rellena de carne en adobo y que tradicionalmente se come en el campo el Lunes de Pascua.
- Fiesta de Las Cerezas: El último domingo de mayo o el primero de junio se celebra la fiesta de las Cerezas, una romería a la ermita de Santa María Magdalena en la huerta donde se oficia misa y los amigos y vecinos comen en los "Masos".
- Fiestas patronales: La semana del 24 y 25 de agosto tienen lugar las fiestas mayores en honor de los patronos del pueblo, San Bartolomé y Santa María Magdalena. El programa festivo incluye actos religiosos, presentación de Reina y Damas, concursos, conciertos, actividades deportivas, cenas en las calles y verbenas en la plaza con música y baile.[14]

## Personalidades
- Benigno Rebullida y Micolau (1826-1886), diputado a Cortes y senador.
- Benita Gil, maestra republicana, a la que le fue concedida la Encomienda de la Orden de Isabel la Católica al mérito civil en 2014, a los 101 años de edad.[15]